# Lettere (1914-1973)
Lettere (1914-1973) è un epistolario che raccoglie 354 lettere scritte dall'autore inglese John Ronald Reuel Tolkien dal 1914 fino alla fine della sua vita, nel 1973. Fu pubblicato per la prima volta in Italia dall'editore Rusconi nel 1990 con il titolo La realtà in trasparenza. Nel 2018 è stato ripubblicato con una nuova traduzione e l'attuale titolo.

## Contenuto
Si tratta di una selezione delle lettere di J.R.R. Tolkien operata dal figlio Christopher, in collaborazione col biografo Humphrey Carpenter. Ricche di informazioni, spiegazioni e aneddoti sulla creazione dell'ambientazione dei suoi romanzi, le lettere di Tolkien offrono altresì uno spaccato della vita intima e familiare dello scrittore e dei suoi personali convincimenti e ideali. È considerata dagli esegeti tolkieniani un testo fondamentale per comprendere l'autore inglese.
Le lettere si possono fondamentalmente dividere in quattro categorie:
1. Lettere personali alla moglie Edith, al figlio Christopher o agli altri figli
2. Lettere sulla carriera di Tolkien come professore di Anglo-Sassone
3. Lettere all'editore Allen & Unwin
4. Lettere sugli scritti di Tolkien a proposito della Terra di Mezzo

Secondo l'autore, le vicende narrate nel legendarium si svolgono in un'epoca mitica o immaginaria della nostra Terra. In alcuni scritti Tolkien ha inquadrato il periodo come un'epoca molto antica, ma collegata alla nostra storia attraverso ere successive alla Quarta Era, arrivando a specificare che attualmente ci troveremmo alla fine della Sesta oppure all'inizio della Settima Era.

## Edizioni italiane
- J.R.R. Tolkien, La realtà in trasparenza. Lettere 1914-1973, traduzione di Cristina De Grandis, Milano, Rusconi, 1990, ISBN 88-18-12089-1. - Milano, Bompiani, 2001-2002.
- J.R.R. Tolkien, Lettere 1914/1973, traduzione di Lorenzo Gammarelli, Bompiani, 2018, ISBN 978-88-452-9577-5.